# Llista de topònims del Pinell de Brai
Llista de topònims (noms propis de lloc) del municipi del Pinell de Brai, a la Terra Alta
Informació actualitzada per un bot. Els canvis manuals es perdran quan s'actualitzi!

## cabana
| imatge | Nom                       | Ubicat a          | instància de | Detalls       | coordenades                                                                   | Protecció | Commons (més fotos) | Dades a WD                    |
| ------ | ------------------------- | ----------------- | ------------ | ------------- | ----------------------------------------------------------------------------- | --------- | ------------------- | ----------------------------- |
|        | Perxe de Jaume de Vinaixa | el Pinell de Brai | cabana       | Estat: ruïnós | 41° 00′ 01″ N, 0° 31′ 26″ E / 41.0001887752697°N,0.523999312306793°E          |           |                     | Modifica les dades a Wikidata |
|        | Quatre Bancals de Julio   | el Pinell de Brai | cabana       |               | 41° 02′ 27″ N, 0° 30′ 56″ E / 41.0409416788083°N,0.515452960605788°E          |           |                     | Modifica les dades a Wikidata |
|        | caseta d'Emeteri          | el Pinell de Brai | cabana       |               | 41° 01′ 40″ N, 0° 29′ 57″ E / 41.0277900036424°N,0.499153622067367°E          |           |                     | Modifica les dades a Wikidata |
|        | caseta de Benabé          | el Pinell de Brai | cabana       |               | 41° 01′ 12″ N, 0° 29′ 57″ E / 41.0198723863163°N,0.499132220324459°E          |           |                     | Modifica les dades a Wikidata |
|        | caseta de Bolo            | el Pinell de Brai | cabana       |               | 41° 02′ 33″ N, 0° 31′ 46″ E / 41.0423658067039°N,0.529318228213595°E          |           |                     | Modifica les dades a Wikidata |
|        | caseta de Fernando Baster | el Pinell de Brai | cabana       |               | 41° 01′ 36″ N, 0° 29′ 52″ E / 41.0266073434704°N,0.497783058018657°E          |           |                     | Modifica les dades a Wikidata |
|        | caseta de Genara          | el Pinell de Brai | cabana       |               | 41° 00′ 12″ N, 0° 31′ 03″ E / 41.0033073607531°N,0.517402793296581°E          |           |                     | Modifica les dades a Wikidata |
|        | caseta de Josep de Llum   | el Pinell de Brai | cabana       |               | 41° 01′ 45″ N, 0° 30′ 21″ E / 41.0291132549505°N,0.505764188473445°E          |           |                     | Modifica les dades a Wikidata |
|        | caseta de Llorenç         | el Pinell de Brai | cabana       |               | 41° 01′ 19″ N, 0° 33′ 49″ E / 41.022009419691°N,0.563545985547995°E           |           |                     | Modifica les dades a Wikidata |
|        | caseta de Maria Fontcalda | el Pinell de Brai | cabana       |               | 41° 02′ 50″ N, 0° 31′ 57″ E / 41.0471651040269°N,0.532612634519727°E          |           |                     | Modifica les dades a Wikidata |
|        | caseta de Mateu           | el Pinell de Brai | cabana       |               | 41° 01′ 10″ N, 0° 33′ 07″ E / 41.0193202349393°N,0.551836041874352°E          |           |                     | Modifica les dades a Wikidata |
|        | caseta de Paletona        | el Pinell de Brai | cabana       |               | 41° 01′ 47″ N, 0° 29′ 08″ E / 41.0298282734955°N,0.485624155679455°E          |           |                     | Modifica les dades a Wikidata |
|        | caseta de Panceta         | el Pinell de Brai | cabana       |               | 41° 02′ 56″ N, 0° 31′ 23″ E / 41.0487686462804°N,0.522975109709064°E          |           |                     | Modifica les dades a Wikidata |
|        | caseta de Panyo           | el Pinell de Brai | cabana       |               | 41° 02′ 44″ N, 0° 32′ 23″ E / 41.0455714594741°N,0.539798534919253°E          |           |                     | Modifica les dades a Wikidata |
|        | caseta de Pasqual         | el Pinell de Brai | cabana       |               | 41° 02′ 37″ N, 0° 32′ 14″ E / 41.043550046489°N,0.537090035161077°E           |           |                     | Modifica les dades a Wikidata |
|        | caseta de Pere Rovira     | el Pinell de Brai | cabana       |               | 41° 02′ 51″ N, 0° 31′ 22″ E / 41.0473706203767°N,0.522884801320159°E          |           |                     | Modifica les dades a Wikidata |
|        | caseta de Simó            | el Pinell de Brai | cabana       |               | 41° 02′ 40″ N, 0° 32′ 11″ E / 41.0445373334033°N,0.536505947805206°E          |           |                     | Modifica les dades a Wikidata |
|        | caseta de la Zabiel       | el Pinell de Brai | cabana       |               | 41° 01′ 19″ N, 0° 33′ 35″ E / 41.0220711631437°N,0.559654747216724°E          |           |                     | Modifica les dades a Wikidata |
|        | caseta del Camionero      | el Pinell de Brai | cabana       |               | 41° 02′ 53″ N, 0° 31′ 42″ E / 41.0480612780206°N,0.528200857809224°E          |           |                     | Modifica les dades a Wikidata |
|        | caseta del Suano          | el Pinell de Brai | cabana       |               | 41° 02′ 15″ N, 0° 30′ 58″ E / 41.0375803806454°N,0.51620989949623°E           |           |                     | Modifica les dades a Wikidata |
|        | caseta del Xertó          | el Pinell de Brai | cabana       |               | 41° 02′ 33″ N, 0° 31′ 55″ E / 41.0425391251551°N,0.531940869353306°E          |           |                     | Modifica les dades a Wikidata |
|        | corral de Bernabé         | el Pinell de Brai | cabana       |               | 41° 01′ 41″ N, 0° 29′ 50″ E / 41.0280335930656°N,0.49709865875355°E           |           |                     | Modifica les dades a Wikidata |
|        | corral de Calil           | el Pinell de Brai | cabana       |               | 41° 00′ 49″ N, 0° 30′ 52″ E / 41.0137189802139°N,0.514455110087746°E          |           |                     | Modifica les dades a Wikidata |
|        | corral de Juli Borràs     | el Pinell de Brai | cabana       |               | 40° 59′ 32″ N, 0° 27′ 52″ E / 40.9921723712561°N,0.464363270422174°E          |           |                     | Modifica les dades a Wikidata |
|        | corral de Llafega         | el Pinell de Brai | cabana       | Estat: ruïnós | 41° 00′ 36″ N, 0° 32′ 35″ E / 41.0101252445071°N,0.543008917459324°E 235 msnm |           |                     | Modifica les dades a Wikidata |
|        | corral de Pantuca         | el Pinell de Brai | cabana       |               | 41° 02′ 10″ N, 0° 30′ 21″ E / 41.0360923471774°N,0.505702828442558°E          |           |                     | Modifica les dades a Wikidata |
|        | corral de Perecolls       | el Pinell de Brai | cabana       |               | 41° 00′ 14″ N, 0° 30′ 50″ E / 41.0040132227828°N,0.513797537108154°E          |           |                     | Modifica les dades a Wikidata |
|        | corral del Bessó          | el Pinell de Brai | cabana       |               | 40° 59′ 51″ N, 0° 28′ 52″ E / 40.9974740944292°N,0.481041379141228°E          |           |                     | Modifica les dades a Wikidata |
|        | corral del Rei            | el Pinell de Brai | cabana       |               | 41° 02′ 45″ N, 0° 30′ 57″ E / 41.0458467381947°N,0.515696658469282°E          |           |                     | Modifica les dades a Wikidata |

## casa
| imatge | Nom                             | Ubicat a          | instància de | Detalls                                  | coordenades                                                                            | Protecció                                  | Commons (més fotos) | Dades a WD                    |
| ------ | ------------------------------- | ----------------- | ------------ | ---------------------------------------- | -------------------------------------------------------------------------------------- | ------------------------------------------ | ------------------- | ----------------------------- |
|        | Ca la Marcela                   | el Pinell de Brai | casa         | Estil: arquitectura popular              | 41° 00′ 57″ N, 0° 30′ 50″ E / 41.015752°N,0.513798°E                                   | bé integrant del patrimoni cultural català |                     | Modifica les dades a Wikidata |
|        | Casa Simó                       | el Pinell de Brai | casa         | Estil: arquitectura popular 18th century | 41° 01′ 00″ N, 0° 30′ 54″ E / 41.016527777778°N,0.51504444444444°E ca:Carrer Lleida, 7 | bé integrant del patrimoni cultural català |                     | Modifica les dades a Wikidata |
|        | habitatge al carrer Hospital, 1 | el Pinell de Brai | casa         | Estil: arquitectura popular              | 41° 00′ 56″ N, 0° 30′ 49″ E / 41.015513°N,0.513638°E                                   | bé integrant del patrimoni cultural català |                     | Modifica les dades a Wikidata |

## celler
| imatge | Nom                                  | Ubicat a          | instància de | Detalls                                                                                    | coordenades                                                                                                 | Protecció                                            | Commons (més fotos)                  | Dades a WD                    |
| ------ | ------------------------------------ | ----------------- | ------------ | ------------------------------------------------------------------------------------------ | --- | ---------------------------------------------------- | ------------------------------------ | ----------------------------- |
|        | Celler Cooperatiu de Pinell de Brai  | el Pinell de Brai | celler       |                                                                                            | 41° 01′ 00″ N, 0° 30′ 46″ E / 41.01657106691001°N,0.5126774311065675°E                                      |                                                      |                                      | Modifica les dades a Wikidata |
|        | Celler Cooperatiu del Pinell de Brai | el Pinell de Brai | celler       | Arquitecte: Cèsar Martinell i Brunet Estil: modernisme català 1919 Superfície: 7131 2627m² | 41° 00′ 56″ N, 0° 30′ 43″ E / 41.01555555555556°N,0.5119444444444444°E ca:Carrer del Pilonet, 8-10 161 msnm | bé cultural d'interès nacional bé d'interès cultural | Celler Cooperatiu del Pinell de Brai | Modifica les dades a Wikidata |

## cova
| imatge | Nom                        | Ubicat a          | instància de | Detalls | coordenades                                                          | Protecció | Commons (més fotos) | Dades a WD                    |
| ------ | -------------------------- | ----------------- | ------------ | ------- | -------------------------------------------------------------------- | --------- | ------------------- | ----------------------------- |
|        | Ull de Bou                 | el Pinell de Brai | cova         |         | 41° 00′ 53″ N, 0° 30′ 47″ E / 41.014680484319°N,0.513098997004101°E  |           |                     | Modifica les dades a Wikidata |
|        | cova d'Aigües Vives        | el Pinell de Brai | cova         |         | 41° 03′ 14″ N, 0° 31′ 07″ E / 41.0537814017562°N,0.518598700331969°E |           |                     | Modifica les dades a Wikidata |
|        | cova de Riberola           | el Pinell de Brai | cova         |         | 40° 59′ 04″ N, 0° 29′ 09″ E / 40.9843654204845°N,0.485831388638534°E |           |                     | Modifica les dades a Wikidata |
|        | cova de la Font de Cavalls | el Pinell de Brai | cova         |         | 41° 02′ 53″ N, 0° 30′ 36″ E / 41.0480410568258°N,0.510117444527914°E |           |                     | Modifica les dades a Wikidata |
|        | coves de Colomer           | el Pinell de Brai | cova         |         | 41° 03′ 16″ N, 0° 29′ 57″ E / 41.0543984967715°N,0.499240247753884°E |           |                     | Modifica les dades a Wikidata |
|        | coves del Carnisser        | el Pinell de Brai | cova         |         | 41° 01′ 29″ N, 0° 29′ 15″ E / 41.0248047786596°N,0.487385268088071°E |           |                     | Modifica les dades a Wikidata |

## edifici
| imatge | Nom                              | Ubicat a          | instància de     | Detalls                     | coordenades                                          | Protecció                                  | Commons (més fotos) | Dades a WD                    |
| ------ | -------------------------------- | ----------------- | ---------------- | --------------------------- | ---------------------------------------------------- | ------------------------------------------ | ------------------- | ----------------------------- |
|        | Arcs al carrer de la Costa       | el Pinell de Brai | edifici          | Estil: arquitectura popular | 41° 00′ 56″ N, 0° 30′ 54″ E / 41.015659°N,0.514917°E | bé integrant del patrimoni cultural català |                     | Modifica les dades a Wikidata |
|        | Cases caigudes al Pinell de Brai | el Pinell de Brai | edifici memorial |                             | 41° 00′ 56″ N, 0° 30′ 48″ E / 41.015583°N,0.513375°E |                                            |                     | Modifica les dades a Wikidata |
|        | Escoles                          | el Pinell de Brai | edifici          | Estil: arquitectura popular | 41° 01′ 05″ N, 0° 30′ 56″ E / 41.018194°N,0.515463°E | bé integrant del patrimoni cultural català |                     | Modifica les dades a Wikidata |
|        | Fortí a la talaia de Llixem      | el Pinell de Brai | edifici          | Estil: arquitectura popular | 41° 01′ 04″ N, 0° 33′ 42″ E / 41.017757°N,0.561612°E | bé cultural d'interès nacional             |                     | Modifica les dades a Wikidata |

## església
| imatge | Nom                             | Ubicat a          | instància de | Detalls                     | coordenades                                          | Protecció                                  | Commons (més fotos) | Dades a WD                    |
| ------ | ------------------------------- | ----------------- | ------------ | --------------------------- | ---------------------------------------------------- | ------------------------------------------ | ------------------- | ----------------------------- |
|        | Ermita de Santa Magdalena       | el Pinell de Brai | església     | Estil: arquitectura popular | 41° 01′ 34″ N, 0° 28′ 02″ E / 41.026244°N,0.467256°E | bé integrant del patrimoni cultural català |                     | Modifica les dades a Wikidata |
|        | Sant Llorenç del Pinell de Brai | el Pinell de Brai | església     | Estil: arquitectura barroca | 41° 00′ 56″ N, 0° 30′ 53″ E / 41.01548°N,0.514673°E  | bé integrant del patrimoni cultural català |                     | Modifica les dades a Wikidata |

## font
| imatge | Nom                         | Ubicat a          | instància de | Detalls                     | coordenades                                                          | Protecció                   | Commons (més fotos) | Dades a WD                    |
| ------ | --------------------------- | ----------------- | ------------ | --------------------------- | -------------------------------------------------------------------- | --------------------------- | ------------------- | ----------------------------- |
|        | font d'Aigües Vives         | el Pinell de Brai | font         |                             | 41° 03′ 07″ N, 0° 30′ 56″ E / 41.0519629232613°N,0.515547072293675°E |                             |                     | Modifica les dades a Wikidata |
|        | font de Dalt                | el Pinell de Brai | font         | No/unknown value            | 41° 00′ 55″ N, 0° 30′ 52″ E / 41.0154°N,0.514493°E                   | bé cultural d'interès local |                     | Modifica les dades a Wikidata |
|        | font de l'Algar de Borretes | el Pinell de Brai | font         |                             | 41° 00′ 49″ N, 0° 27′ 41″ E / 41.0136711148954°N,0.461457643459384°E |                             |                     | Modifica les dades a Wikidata |
|        | font de la Teula            | el Pinell de Brai | font         | Estil: arquitectura popular | 41° 00′ 59″ N, 0° 30′ 45″ E / 41.016395°N,0.512374°E                 | bé cultural d'interès local |                     | Modifica les dades a Wikidata |

## granja
| imatge | Nom                   | Ubicat a          | instància de | Detalls | coordenades                                                          | Protecció | Commons (més fotos) | Dades a WD                    |
| ------ | --------------------- | ----------------- | ------------ | ------- | -------------------------------------------------------------------- | --------- | ------------------- | ----------------------------- |
|        | Granges de Torero     | el Pinell de Brai | granja       |         | 41° 01′ 29″ N, 0° 30′ 15″ E / 41.0246455330727°N,0.504089420177344°E |           |                     | Modifica les dades a Wikidata |
|        | Granges de Vallespir  | el Pinell de Brai | granja       |         | 40° 59′ 28″ N, 0° 27′ 47″ E / 40.9910507564708°N,0.462920377477467°E |           |                     | Modifica les dades a Wikidata |
|        | Granges de Xertó      | el Pinell de Brai | granja       |         | 40° 59′ 38″ N, 0° 28′ 03″ E / 40.9939676678228°N,0.467361456880243°E |           |                     | Modifica les dades a Wikidata |
|        | Granja d'Amador       | el Pinell de Brai | granja       |         | 41° 01′ 39″ N, 0° 31′ 14″ E / 41.027376408513°N,0.520435288308364°E  |           |                     | Modifica les dades a Wikidata |
|        | Granja d'Enrovines    | el Pinell de Brai | granja       |         | 41° 01′ 31″ N, 0° 31′ 03″ E / 41.0251694557398°N,0.517497211405043°E |           |                     | Modifica les dades a Wikidata |
|        | Granja de Badia       | el Pinell de Brai | granja       |         | 41° 01′ 12″ N, 0° 31′ 28″ E / 41.0200166707489°N,0.524576530124922°E |           |                     | Modifica les dades a Wikidata |
|        | Granja de Barceló     | el Pinell de Brai | granja       |         | 41° 00′ 49″ N, 0° 31′ 16″ E / 41.0135548285851°N,0.521049041062723°E |           |                     | Modifica les dades a Wikidata |
|        | Granja de Bessó       | el Pinell de Brai | granja       |         | 41° 01′ 39″ N, 0° 31′ 17″ E / 41.0275143785334°N,0.521405399391613°E |           |                     | Modifica les dades a Wikidata |
|        | Granja de Calil       | el Pinell de Brai | granja       |         | 41° 00′ 46″ N, 0° 31′ 00″ E / 41.0126836011489°N,0.516563099145547°E |           |                     | Modifica les dades a Wikidata |
|        | Granja de Delfa       | el Pinell de Brai | granja       |         | 41° 00′ 51″ N, 0° 30′ 20″ E / 41.0141915627509°N,0.505483139768951°E |           |                     | Modifica les dades a Wikidata |
|        | Granja de Gabriel     | el Pinell de Brai | granja       |         | 41° 01′ 19″ N, 0° 30′ 44″ E / 41.0218787287323°N,0.512340474405214°E |           |                     | Modifica les dades a Wikidata |
|        | Granja de Genara      | el Pinell de Brai | granja       |         | 41° 00′ 37″ N, 0° 29′ 08″ E / 41.0103102410388°N,0.485629557771413°E |           |                     | Modifica les dades a Wikidata |
|        | Granja de Gergori     | el Pinell de Brai | granja       |         | 41° 00′ 59″ N, 0° 30′ 25″ E / 41.0164273485346°N,0.506825757149698°E |           |                     | Modifica les dades a Wikidata |
|        | Granja de German      | el Pinell de Brai | granja       |         | 41° 00′ 45″ N, 0° 30′ 16″ E / 41.0124011223496°N,0.50432593993211°E  |           |                     | Modifica les dades a Wikidata |
|        | Granja de Marian      | el Pinell de Brai | granja       |         | 41° 01′ 21″ N, 0° 31′ 36″ E / 41.022383286733°N,0.526569114198432°E  |           |                     | Modifica les dades a Wikidata |
|        | Granja de Mariano     | el Pinell de Brai | granja       |         | 41° 02′ 14″ N, 0° 31′ 41″ E / 41.0371747573673°N,0.527918455590106°E |           |                     | Modifica les dades a Wikidata |
|        | Granja de Mariolet    | el Pinell de Brai | granja       |         | 41° 03′ 01″ N, 0° 32′ 33″ E / 41.0503397991757°N,0.542500112644375°E |           |                     | Modifica les dades a Wikidata |
|        | Granja de Pepe        | el Pinell de Brai | granja       |         | 41° 01′ 15″ N, 0° 31′ 16″ E / 41.0207175678099°N,0.521149000632135°E |           |                     | Modifica les dades a Wikidata |
|        | Granja de Picarta     | el Pinell de Brai | granja       |         | 41° 01′ 24″ N, 0° 30′ 57″ E / 41.0234290534081°N,0.515731080513583°E |           |                     | Modifica les dades a Wikidata |
|        | Granja de Ramés       | el Pinell de Brai | granja       |         | 41° 02′ 18″ N, 0° 31′ 48″ E / 41.0383618449097°N,0.529931979308138°E |           |                     | Modifica les dades a Wikidata |
|        | Granja de Rodolfo     | el Pinell de Brai | granja       |         | 41° 01′ 19″ N, 0° 29′ 56″ E / 41.0219860040818°N,0.498992754743617°E |           |                     | Modifica les dades a Wikidata |
|        | Granja de Roman       | el Pinell de Brai | granja       |         | 41° 01′ 02″ N, 0° 30′ 19″ E / 41.0172409032581°N,0.505296682688434°E |           |                     | Modifica les dades a Wikidata |
|        | Granja de Severino    | el Pinell de Brai | granja       |         | 41° 00′ 56″ N, 0° 31′ 03″ E / 41.0154495230259°N,0.517434273699397°E |           |                     | Modifica les dades a Wikidata |
|        | Granja de Simó        | el Pinell de Brai | granja       |         | 41° 00′ 57″ N, 0° 31′ 04″ E / 41.0158508889324°N,0.517668921194193°E |           |                     | Modifica les dades a Wikidata |
|        | Granja de Tonyo       | el Pinell de Brai | granja       |         | 41° 01′ 33″ N, 0° 31′ 22″ E / 41.0257872917388°N,0.522766587205193°E |           |                     | Modifica les dades a Wikidata |
|        | Granja de Valeriano   | el Pinell de Brai | granja       |         | 41° 01′ 04″ N, 0° 30′ 13″ E / 41.0176471350361°N,0.503675929308877°E |           |                     | Modifica les dades a Wikidata |
|        | Granja de l'Estanquer | el Pinell de Brai | granja       |         | 41° 00′ 50″ N, 0° 31′ 23″ E / 41.0140050564764°N,0.523136921847703°E |           |                     | Modifica les dades a Wikidata |
|        | Granja del Pisó       | el Pinell de Brai | granja       |         | 41° 01′ 14″ N, 0° 30′ 52″ E / 41.0206358918903°N,0.514432782307558°E |           |                     | Modifica les dades a Wikidata |

## masia
| imatge | Nom                         | Ubicat a          | instància de | Detalls | coordenades                                                          | Protecció | Commons (més fotos) | Dades a WD                    |
| ------ | --------------------------- | ----------------- | ------------ | ------- | -------------------------------------------------------------------- | --------- | ------------------- | ----------------------------- |
|        | Caseta de Fontana           | el Pinell de Brai | masia        |         | 41° 01′ 48″ N, 0° 30′ 03″ E / 41.030029704347°N,0.5009099246724°E    |           |                     | Modifica les dades a Wikidata |
|        | Caseta de Joan Serres       | el Pinell de Brai | masia        |         | 41° 02′ 25″ N, 0° 31′ 32″ E / 41.0403939455826°N,0.525573361900383°E |           |                     | Modifica les dades a Wikidata |
|        | Caseta de Misó              | el Pinell de Brai | masia        |         | 41° 00′ 13″ N, 0° 27′ 29″ E / 41.0036141615327°N,0.457956012277012°E |           |                     | Modifica les dades a Wikidata |
|        | Caseta de Peig              | el Pinell de Brai | masia        |         | 41° 02′ 25″ N, 0° 32′ 29″ E / 41.0402189888898°N,0.541377921600177°E |           |                     | Modifica les dades a Wikidata |
|        | Caseta de Quico             | el Pinell de Brai | masia        |         | 41° 01′ 33″ N, 0° 29′ 48″ E / 41.0258422649069°N,0.496563225133728°E |           |                     | Modifica les dades a Wikidata |
|        | Caseta de Roman             | el Pinell de Brai | masia        |         | 41° 01′ 28″ N, 0° 33′ 23″ E / 41.0244079086376°N,0.556440506982791°E |           |                     | Modifica les dades a Wikidata |
|        | Caseta vella de l'Estació   | el Pinell de Brai | masia        |         | 40° 59′ 50″ N, 0° 28′ 22″ E / 40.9972953720994°N,0.472880939826141°E |           |                     | Modifica les dades a Wikidata |
|        | Corral dels Calets          | el Pinell de Brai | masia        |         | 41° 01′ 40″ N, 0° 32′ 10″ E / 41.0278295164581°N,0.536094368637563°E |           |                     | Modifica les dades a Wikidata |
|        | Granja de Marcolet          | el Pinell de Brai | masia        |         | 41° 02′ 19″ N, 0° 32′ 04″ E / 41.0385956505809°N,0.534538800851394°E |           |                     | Modifica les dades a Wikidata |
|        | Mas d'Aigües Vives          | el Pinell de Brai | masia        |         | 41° 03′ 01″ N, 0° 31′ 05″ E / 41.0503546366965°N,0.517989861462875°E |           |                     | Modifica les dades a Wikidata |
|        | Mas de Bernabé              | el Pinell de Brai | masia        |         | 41° 01′ 09″ N, 0° 32′ 31″ E / 41.0193009750772°N,0.542049366874231°E |           |                     | Modifica les dades a Wikidata |
|        | Mas de Bessó                | el Pinell de Brai | masia        |         | 41° 01′ 42″ N, 0° 31′ 08″ E / 41.0282708817245°N,0.518891185694043°E |           |                     | Modifica les dades a Wikidata |
|        | Mas de Bonès                | el Pinell de Brai | masia        |         | 41° 02′ 09″ N, 0° 31′ 02″ E / 41.035789272261°N,0.51734516987347°E   |           |                     | Modifica les dades a Wikidata |
|        | Mas de Calil                | el Pinell de Brai | masia        |         | 41° 00′ 41″ N, 0° 33′ 09″ E / 41.0112990725075°N,0.55245421421458°E  |           |                     | Modifica les dades a Wikidata |
|        | Mas de Cobos                | el Pinell de Brai | masia        |         | 40° 59′ 26″ N, 0° 29′ 53″ E / 40.9906147062939°N,0.498170409408273°E |           |                     | Modifica les dades a Wikidata |
|        | Mas de Garbí                | el Pinell de Brai | masia        |         | 40° 59′ 44″ N, 0° 28′ 02″ E / 40.9955978700821°N,0.467358465544278°E |           |                     | Modifica les dades a Wikidata |
|        | Mas de Gergori              | el Pinell de Brai | masia        |         | 41° 01′ 02″ N, 0° 30′ 38″ E / 41.0173002690052°N,0.510538778990221°E |           |                     | Modifica les dades a Wikidata |
|        | Mas de Jaume Llop           | el Pinell de Brai | masia        |         | 41° 01′ 03″ N, 0° 31′ 47″ E / 41.0173901610935°N,0.529776572975789°E |           |                     | Modifica les dades a Wikidata |
|        | Mas de Malalo               | el Pinell de Brai | masia        |         | 40° 59′ 42″ N, 0° 27′ 38″ E / 40.994922532479°N,0.46062997543122°E   |           |                     | Modifica les dades a Wikidata |
|        | Mas de Marcel·la            | el Pinell de Brai | masia        |         | 41° 01′ 07″ N, 0° 30′ 33″ E / 41.0187371641123°N,0.509093260389658°E |           |                     | Modifica les dades a Wikidata |
|        | Mas de Marri                | el Pinell de Brai | masia        |         | 40° 59′ 18″ N, 0° 29′ 42″ E / 40.9882315999039°N,0.49502736792912°E  |           |                     | Modifica les dades a Wikidata |
|        | Mas de Minguet de la Marina | el Pinell de Brai | masia        |         | 40° 59′ 29″ N, 0° 29′ 43″ E / 40.9914799881454°N,0.495296625864051°E |           |                     | Modifica les dades a Wikidata |
|        | Mas de Moteller             | el Pinell de Brai | masia        |         | 41° 02′ 01″ N, 0° 29′ 59″ E / 41.033603715259°N,0.4995852123005°E    |           |                     | Modifica les dades a Wikidata |
|        | Mas de Surrall              | el Pinell de Brai | masia        |         | 40° 59′ 28″ N, 0° 29′ 11″ E / 40.9910969815119°N,0.48639574444317°E  |           |                     | Modifica les dades a Wikidata |
|        | Mas de Sòfio                | el Pinell de Brai | masia        |         | 40° 59′ 08″ N, 0° 29′ 44″ E / 40.985558746018°N,0.495544594517901°E  |           |                     | Modifica les dades a Wikidata |
|        | Mas de Tomaset              | el Pinell de Brai | masia        |         | 41° 02′ 53″ N, 0° 32′ 34″ E / 41.0480769072007°N,0.542822309154706°E |           |                     | Modifica les dades a Wikidata |
|        | Mas de Xamaco               | el Pinell de Brai | masia        |         | 40° 59′ 23″ N, 0° 29′ 56″ E / 40.98980992202°N,0.498854631704447°E   |           |                     | Modifica les dades a Wikidata |
|        | Mas de l'Espinós            | el Pinell de Brai | masia        |         | 41° 03′ 02″ N, 0° 31′ 21″ E / 41.0506211053742°N,0.522417775739106°E |           |                     | Modifica les dades a Wikidata |
|        | Mas de l'Oliver             | el Pinell de Brai | masia        |         | 41° 02′ 04″ N, 0° 32′ 33″ E / 41.034508136364°N,0.542625406830458°E  |           |                     | Modifica les dades a Wikidata |
|        | Mas de la Bessona           | el Pinell de Brai | masia        |         | 40° 59′ 01″ N, 0° 28′ 48″ E / 40.983640617502°N,0.48008017981067°E   |           |                     | Modifica les dades a Wikidata |
|        | Mas de la Simona            | el Pinell de Brai | masia        |         | 41° 02′ 02″ N, 0° 30′ 58″ E / 41.033963724705°N,0.51622431538873°E   |           |                     | Modifica les dades a Wikidata |
|        | Mas del Cascante            | el Pinell de Brai | masia        |         | 41° 02′ 53″ N, 0° 32′ 40″ E / 41.0479401368335°N,0.544433561758744°E |           |                     | Modifica les dades a Wikidata |
|        | Mas del Coll                | el Pinell de Brai | masia        |         | 40° 59′ 22″ N, 0° 27′ 14″ E / 40.9894456184872°N,0.453852851157781°E |           |                     | Modifica les dades a Wikidata |
|        | Mas del Pere Florit         | el Pinell de Brai | masia        |         | 41° 02′ 07″ N, 0° 32′ 50″ E / 41.0353014473432°N,0.54730639274032°E  |           |                     | Modifica les dades a Wikidata |
|        | Mas del Pigat               | el Pinell de Brai | masia        |         | 41° 02′ 46″ N, 0° 32′ 47″ E / 41.0461107223247°N,0.546500334843418°E |           |                     | Modifica les dades a Wikidata |
|        | Mas dels Brois              | el Pinell de Brai | masia        |         | 41° 01′ 27″ N, 0° 32′ 39″ E / 41.0242270811556°N,0.544125815704312°E |           |                     | Modifica les dades a Wikidata |
|        | Mas dels Guitards           | el Pinell de Brai | masia        |         | 41° 01′ 24″ N, 0° 31′ 08″ E / 41.023215388797°N,0.51900701859269°E   |           |                     | Modifica les dades a Wikidata |
|        | Riberola                    | el Pinell de Brai | masia        |         | 40° 59′ 01″ N, 0° 28′ 57″ E / 40.9834722894108°N,0.482465990354696°E |           |                     | Modifica les dades a Wikidata |
|        | Venta del Riu               | el Pinell de Brai | masia        |         | 40° 59′ 56″ N, 0° 28′ 10″ E / 40.9987782241016°N,0.469447924382206°E |           |                     | Modifica les dades a Wikidata |
|        | Xalet de Miquel             | el Pinell de Brai | masia        |         | 41° 01′ 27″ N, 0° 31′ 21″ E / 41.0242026210125°N,0.52237406632996°E  |           |                     | Modifica les dades a Wikidata |
|        | Xalet de la Rafela          | el Pinell de Brai | masia        |         | 41° 00′ 45″ N, 0° 29′ 50″ E / 41.0123881289057°N,0.49708479491994°E  |           |                     | Modifica les dades a Wikidata |
|        | los Cacaferros              | el Pinell de Brai | masia        |         | 41° 00′ 11″ N, 0° 28′ 10″ E / 41.003039392356°N,0.469486950487838°E  |           |                     | Modifica les dades a Wikidata |

## muntanya
| imatge | Nom              | Ubicat a                     | instància de | Detalls | coordenades                                                         | Protecció | Commons (més fotos)    | Dades a WD                    |
| ------ | ---------------- | ---------------------------- | ------------ | ------- | ------------------------------------------------------------------- | --------- | ---------------------- | ----------------------------- |
|        | Mola del Broi    | el Pinell de Brai Miravet    | muntanya     |         | 41° 01′ 59″ N, 0° 33′ 24″ E / 41.03319444°N,0.55654167°E 350.8 msnm |           |                        | Modifica les dades a Wikidata |
|        | Punta Redona     | Gandesa el Pinell de Brai    | muntanya     |         | 41° 03′ 32″ N, 0° 30′ 03″ E / 41.058849°N,0.500928°E 659 msnm       |           | Punta Redona (Gandesa) | Modifica les dades a Wikidata |
|        | Punta de l'Àliga | el Pinell de Brai            | muntanya     |         | 41° 02′ 16″ N, 0° 29′ 41″ E / 41.0378°N,0.494861°E 473.1 msnm       |           |                        | Modifica les dades a Wikidata |
|        | Roca Freda       | el Pinell de Brai            | muntanya     |         | 41° 03′ 19″ N, 0° 30′ 54″ E / 41.05527778°N,0.51508333°E 589.4 msnm |           |                        | Modifica les dades a Wikidata |
|        | Talaia de Gaspar | el Pinell de Brai            | muntanya     |         | 41° 00′ 53″ N, 0° 33′ 20″ E / 41.01486111°N,0.55544444°E 303.6 msnm |           |                        | Modifica les dades a Wikidata |
|        | Valliplana       | Benifallet el Pinell de Brai | muntanya     |         | 40° 59′ 09″ N, 0° 29′ 46″ E / 40.9857°N,0.496°E                     |           |                        | Modifica les dades a Wikidata |
|        | l'Àliga          | el Pinell de Brai            | muntanya     |         | 41° 01′ 40″ N, 0° 33′ 28″ E / 41.02771°N,0.557909°E 383 msnm        |           |                        | Modifica les dades a Wikidata |
|        | la Talaia        | el Pinell de Brai Miravet    | muntanya     |         | 41° 00′ 58″ N, 0° 33′ 43″ E / 41.01619444°N,0.56205556°E 391.4 msnm |           |                        | Modifica les dades a Wikidata |

## pedrera
| imatge | Nom                  | Ubicat a          | instància de | Detalls | coordenades                                                          | Protecció | Commons (més fotos) | Dades a WD                    |
| ------ | -------------------- | ----------------- | ------------ | ------- | -------------------------------------------------------------------- | --------- | ------------------- | ----------------------------- |
|        | Pedrera de Pantoca   | el Pinell de Brai | pedrera      |         | 41° 01′ 01″ N, 0° 28′ 58″ E / 41.0169961277789°N,0.482866003568791°E |           |                     | Modifica les dades a Wikidata |
|        | Pedrera de Peig      | el Pinell de Brai | pedrera      |         | 41° 02′ 13″ N, 0° 32′ 30″ E / 41.0369645876487°N,0.54166562719376°E  |           |                     | Modifica les dades a Wikidata |
|        | Terrer de les Murtes | el Pinell de Brai | pedrera      |         | 41° 00′ 54″ N, 0° 32′ 39″ E / 41.0149855662374°N,0.544112519775159°E |           |                     | Modifica les dades a Wikidata |

## pont
| imatge | Nom                      | Ubicat a          | instància de | Detalls | coordenades                                                          | Protecció | Commons (més fotos) | Dades a WD                    |
| ------ | ------------------------ | ----------------- | ------------ | ------- | -------------------------------------------------------------------- | --------- | ------------------- | ----------------------------- |
|        | Pont d'Enrovina          | el Pinell de Brai | pont         |         | 41° 01′ 31″ N, 0° 31′ 10″ E / 41.0252039776016°N,0.51951778533032°E  |           |                     | Modifica les dades a Wikidata |
|        | Pont de la Carbonera     | el Pinell de Brai | pont         |         | 41° 01′ 19″ N, 0° 29′ 59″ E / 41.0218222637573°N,0.499748194611962°E |           |                     | Modifica les dades a Wikidata |
|        | Pont de la Venta del Riu | el Pinell de Brai | pont         |         | 40° 59′ 48″ N, 0° 28′ 01″ E / 40.9965444969795°N,0.466989343826823°E |           |                     | Modifica les dades a Wikidata |

## serra
| imatge | Nom              | Ubicat a                             | instància de | Detalls | coordenades                                                       | Protecció | Commons (més fotos) | Dades a WD                    |
| ------ | ---------------- | ------------------------------------ | ------------ | ------- | ----------------------------------------------------------------- | --------- | ------------------- | ----------------------------- |
|        | serra de Cavalls | Benissanet Gandesa el Pinell de Brai | serra        |         | 41° 03′ 19″ N, 0° 29′ 47″ E / 41.05515833°N,0.49633056°E          |           | Serra de Cavalls    | Modifica les dades a Wikidata |
|        | serra dels Horts | el Pinell de Brai                    | serra        |         | 41° 01′ 18″ N, 0° 30′ 11″ E / 41.02169444°N,0.50291667°E 243 msnm |           |                     | Modifica les dades a Wikidata |

## Misc
| imatge | Nom                            | Ubicat a                                                                  | instància de                                   | Detalls                     | coordenades                                                                                             | Protecció                                  | Commons (més fotos)          | Dades a WD                    |
| ------ | ------------------------------ | ------------------------------------------------------------------------- | ---------------------------------------------- | --------------------------- | --- | ------------------------------------------ | ---------------------------- | ----------------------------- |
|        | Ajuntament del Pinell de Brai  | el Pinell de Brai                                                         | casa consistorial                              | Estil: academicisme         | 41° 01′ 04″ N, 0° 30′ 56″ E / 41.017812°N,0.515685°E                                                    | bé integrant del patrimoni cultural català |                              | Modifica les dades a Wikidata |
|        | Aliga                          | el Pinell de Brai                                                         | vèrtex geodèsic                                | Alt: 1.2m                   | 41° 01′ 40″ N, 0° 33′ 28″ E / 41.027691°N,0.557905°E 382.698 msnm                                       |                                            |                              | Modifica les dades a Wikidata |
|        | Lo Safareig                    | el Pinell de Brai                                                         | safareig                                       | No/unknown value            | | bé cultural d'interès local                |                              | Modifica les dades a Wikidata |
|        | Mirador de la serra de Pàndols | el Pinell de Brai                                                         | memorial                                       |                             | 41° 01′ 20″ N, 0° 27′ 57″ E / 41.022215°N,0.465775°E 706 msnm                                           |                                            |                              | Modifica les dades a Wikidata |
|        | Monument a la Pau              | el Pinell de Brai                                                         | monument                                       |                             | 41° 01′ 19″ N, 0° 27′ 58″ E / 41.0219709395889°N,0.466157493472402°E                                    |                                            |                              | Modifica les dades a Wikidata |
|        | Portal del Llop                | el Pinell de Brai                                                         | porta de ciutat                                | Estil: arquitectura popular | 41° 00′ 55″ N, 0° 30′ 49″ E / 41.015296°N,0.513512°E                                                    | bé integrant del patrimoni cultural català |                              | Modifica les dades a Wikidata |
|        | Porxo a la plaça de la Vila    | el Pinell de Brai                                                         | passatge                                       | Estil: arquitectura popular | 41° 00′ 56″ N, 0° 30′ 52″ E / 41.01559°N,0.51455°E                                                      | bé integrant del patrimoni cultural català |                              | Modifica les dades a Wikidata |
|        | el Canaletes                   | Horta de Sant Joan Bot Prat de Comte Gandesa el Pinell de Brai Benifallet | curs d'aigua                                   | Desemboca: Ebre             | 40° 53′ 03″ N, 0° 21′ 33″ E / 40.88405°N,0.359131°E 40° 57′ 44″ N, 0° 30′ 33″ E / 40.96218°N,0.509157°E |                                            | El Canaletes                 | Modifica les dades a Wikidata |
|        | el Pinell de Brai              | el Pinell de Brai                                                         | entitat singular de població capital municipal | 975 hab                     | 41° 00′ 59″ N, 0° 30′ 53″ E / 41.01635786°N,0.51458743°E 176 msnm                                       |                                            |                              | Modifica les dades a Wikidata |
|        | estació del Pinell de Brai     | el Pinell de Brai                                                         | estació de ferrocarril                         |                             | 40° 59′ 54″ N, 0° 28′ 18″ E / 40.9983175390883°N,0.4716650966389482°E                                   |                                            | Pinell de Bray train station | Modifica les dades a Wikidata |
|        | lo Molí                        | el Pinell de Brai                                                         | molí d'aigua                                   |                             | 40° 59′ 41″ N, 0° 28′ 07″ E / 40.9946599931503°N,0.468535610853092°E                                    |                                            |                              | Modifica les dades a Wikidata |